# 神代村 (千葉県)
神代村（じんだいむら）とは、千葉県香取郡にかつて存在した村である。
東庄町立神代小学校などにその名をとどめる。

## 地理
- 現在の東庄町の西部に位置する。
- 村域は台地と平地が入り組む谷戸が多い地形になっている。

## 歴史
村名はかつて存在した神代郷に由来する。

### 沿革
- 1889年（明治22年）4月1日 - 町村制施行に伴い、桜井村、大久保村、舟戸村、東和田村、神田村、小貝野村、窪野谷村、平山村、高部村、大友村が合併して発足。
- 1955年（昭和30年）7月20日 - 笹川町、橘村、東城村と合併し、東庄町を新設。同日神代村廃止。
- 1956年（昭和31年） - 旧村域の一部（桜井）が干潟町に編入。

変遷表
| 1868年 以前 | 1868年 以前 | 明治2年  | 明治22年 4月1日 | 昭和30年 7月20日 | 昭和31年      | 平成17年 7月1日 | 現在   |
| ----------- | ----------- | -------- | --------------- | ---------------- | ------------- | --------------- | ------ |
|             | 桜井村      | 桜井村   | 神代村          | 東庄町           | 干潟町 に編入 | 旭市            | 旭市   |
|             | 大久保村    | 大久保村 | 神代村          | 東庄町           | 東庄町        | 東庄町          | 東庄町 |
|             | 舟戸村      |          | 神代村          | 東庄町           | 東庄町        | 東庄町          | 東庄町 |
|             | 和田村      | 東和田村 | 神代村          | 東庄町           | 東庄町        | 東庄町          | 東庄町 |
|             | 神田村      |          | 神代村          | 東庄町           | 東庄町        | 東庄町          | 東庄町 |
|             | 小貝野村    |          | 神代村          | 東庄町           | 東庄町        | 東庄町          | 東庄町 |
|             | 窪野谷村    |          | 神代村          | 東庄町           | 東庄町        | 東庄町          | 東庄町 |
|             | 平山村      |          | 神代村          | 東庄町           | 東庄町        | 東庄町          | 東庄町 |
|             | 高部村      |          | 神代村          | 東庄町           | 東庄町        | 東庄町          | 東庄町 |
|             | 大友村      |          | 神代村          | 東庄町           | 東庄町        | 東庄町          | 東庄町 |

## 人口・世帯

### 人口
総数 [単位： 人]
| 1891年（明治24年） | 2,724 |
| 1903年（明治36年） | 3,001 |
| 1920年（大正 9年） | 2,890 |
| 1930年（昭和 5年） | 3,087 |
| 1940年（昭和15年） | 3,234 |
| 1955年（昭和30年） | 3,790 |

### 世帯
総数 [単位： 世帯]
| 1955年（昭和30年） | 570 |